# Miloš Frýba
Miloš Frýba (18. března 1945 Libáň – 30. prosince 2010) byl český televizní hlasatel, působící v 70. a 80. letech 20. století v Československé televizi.

## Životopis
Byl vyučený elektromechanik, poté vystudoval gymnázium a absolvoval povinnou základní vojenskou službu. Rodiče byli živnostníci a dědeček legionář.
Roku 1968, ve 23 letech, nastoupil do Československé televize jako tzv. elektroefektář (tvůrce elektrických efektů). Roku 1969, za nastupující normalizace, k nelibosti svých rodičů uspěl v konkursu na hlasatele Televizních novin, na nátlak rodičů však tuto práci nakonec nepřijal. Roku 1970 uspěl v dalším konkursu, na zpravodajského hlasatele druhého programu ČST. Podle něj byla v té době méně dostupná a z tvůrčího a programového hlediska tehdy samostatná dvojka odkladištěm programů, které z ideologických důvodů méně vyhovovaly, a tedy byl kvalitnější než první program. Kromě uvádění filmů a předtočených pořadů se brzy stal i moderátorem a konferenciérem dobových pódiových pořadů. Roku 1972 uspěl v konkursu na hlasatele. Byl v ČST historicky prvním programovým hlasatelem, dlouhé texty musel zvládat naživo zpaměti, zpočátku bez pomoci čtecího zařízení, které ještě neexistovalo. Zahajoval v ČST barevné vysílání, jako poslední hlásil z Měšťanské besedy před stěhováním televize do nového areálu na Kavčích horách. V roce 1988 se stal vedoucím týmu hlasatelů ČST, podílel se na náboru mladších spolupracovníků. Po roce 1990 přestal vystupovat na obrazovce a až do roku 2008, kdy odešel do důchodu, pracoval v Československé, později České televizi jako režisér dne, zajišťující plnění denního vysílacího plánu.
Podle redakčního článku v Aktuálně.cz byl symbolem normalizační televize – jeho kamenný výraz ve tváři, hluboký uklidňující hlas, pečlivě učesaná pěšinka, stále stejné těsné sako a ustavičná a pravidelná přítomnost na obrazovce zosobňovaly i neměnnost a zatuhlost své doby, zároveň však z kultury své doby vybočoval vyzařováním čehosi starosvětsky gentlemanského.
Po několik desetiletí působil také jako konferenciér Orchestru Václava Hybše, s nímž jezdil i na různá turné, později již moderoval jen vánoční koncerty.
Před odchodem do důchodu utrpěl mozkovou mrtvici, po dlouhé a těžké nemoci pak zemřel 30. prosince 2010.
K jeho odkazu se hlásí fanklub punkerů, který od roku 1990 vždy 25. ledna, na svátek Miloše, oslavuje Frýbestr v dejvické nádražní restauraci, která je frýbovskými náměty trvale vyzdobena. Již v 80. letech tento dejvický klub zahájil hudební projekt FBH, který mnohé známé hudební skladby parodoval texty, v nichž byl Frýba kladným hrdinou a jeho kolega Hemala zloduchem. Jedním z recesistických hesel Frýbových uctívačů je „Frýba a láska zvítězí nad Hemalou a nenávistí“.
Proslavil ho také název alba Miloš Frýba for president, které vydala skinheadská Oi! skupina Orlík roku 1990. Frýba se svého kultu nijak neúčastnil ani ho nekomentoval.